# Мастер плей-офф (хоккейный приз)
Приз Самому ценному игроку плей-офф — хоккейный приз, который вручается игроку, сделавшему наибольший вклад в успехи своей команды в плей-офф Кубка Гагарина Континентальной хоккейной лиги (КХЛ). Трофей вручается после завершения финальной серии плей-офф перед церемонией вручения Кубка Гагарина команде-победителю. 
Ранее приз назывался «Мастер плей-офф», был учреждён в 2000 году Мосбизнесцентром и вручался хоккеисту, забросившему наибольшее количество шайб в ворота соперников в матчах плей-офф чемпионата России. С сезона 2002/03 учредителем является Всероссийское добровольное общество «Спортивная Россия».
С момента основания Континентальной хоккейной лиги, с сезона 2008/09, приз вручается самому ценному игроку плей-офф розыгрыша Кубка Гагарина. Также может встречаться название — MVP Кубка Гагарина (MVP — Most Valuable Player — в перевод с англ. «самый ценный игрок»).

## Все обладатели
За всю историю вручения трофея его получали 18 игроков. Чаще других – по два раза – приз доставался Максиму Сушинскому, Алексею Морозову, Александру Ерёменко и Сергею Мозякину. Остальные игроки становились обладателями этой награды по одному разу.
За 16 сезонов КХЛ трофей доставался 13 игрокам – пятерым вратарям, одному защитнику и семи нападающим. По два раза приз получали Сергей Мозякин и Александр Ерёменко. Дважды самыми ценными игроками плей-офф признавались хоккеисты, чьи команды не стали обладателями Кубка Гагарина – Константин Барулин из «Атланта» (2011) и Василий Кошечкин из «Металлурга» (2017).
| Сезон   | Игрок                                                                      | Клуб                                                                       | Статистика                                                                 |
| ------- | -------------------------------------------------------------------------- | -------------------------------------------------------------------------- | -------------------------------------------------------------------------- |
| 2024/25 | Александр Радулов                                                          | «Локомотив» Ярославль                                                      | 21 игра, 16 (7+9) очков                                                    |
| 2023/24 | Илья Набоков                                                               | «Металлург» Магнитогорск                                                   | 23 игры, 16 побед, %ОБ - 94,2, КН - 1.82                                   |
| 2022/23 | Михаил Григоренко                                                          | ЦСКА Москва                                                                | 27 игр, 25 (12+13) очков                                                   |
| 2021/22 | Александр Попов                                                            | ЦСКА Москва                                                                | 19 игр, 9 (5+4) очков                                                      |
| 2020/21 | Сергей Толчинский                                                          | «Авангард» Омск                                                            | 24 игры, 20 (6+14) очков                                                   |
| 2019/20 | Не определялся, плей-офф был завершён досрочно из-за пандемии коронавируса | Не определялся, плей-офф был завершён досрочно из-за пандемии коронавируса | Не определялся, плей-офф был завершён досрочно из-за пандемии коронавируса |
| 2018/19 | Илья Сорокин                                                               | ЦСКА Москва                                                                | 20 игр, 16 побед, %ОБ – 94,7, КН – 1,19                                    |
| 2017/18 | Джастин Азеведо                                                            | «Ак Барс» Казань                                                           | 19 игр, 24 (9+15) очка                                                     |
| 2016/17 | Василий Кошечкин                                                           | «Металлург» Магнитогорск                                                   | 17 игр, 12 побед, %ОБ – 94,0, КН – 2,15                                    |
| 2015/16 | Сергей Мозякин                                                             | «Металлург» Магнитогорск                                                   | 23 игры, 25 (11+14) очков                                                  |
| 2014/15 | Илья Ковальчук*                                                            | СКА Санкт-Петербург                                                        | 22 игры, 19 (8+11) очков                                                   |
| 2013/14 | Сергей Мозякин                                                             | «Металлург» Магнитогорск                                                   | 21 игра, 33 (13+20) очка                                                   |
| 2012/13 | Александр Ерёменко                                                         | «Динамо» Москва                                                            | 21 игра, 16 побед, %ОБ – 93,4, КН – 1,74                                   |
| 2011/12 | Александр Ерёменко                                                         | «Динамо» Москва                                                            | 21 игра, 16 побед, %ОБ – 94,3, КН – 1,56                                   |
| 2010/11 | Константин Барулин                                                         | «Атлант» Мытищи                                                            | 22 игры, 11 побед, %ОБ – 93,2, КН – 2,33                                   |
| 2009/10 | Илья Никулин                                                               | «Ак Барс» Казань                                                           | 22 игры, 11 (5+6) очков                                                    |
| 2008/09 | Алексей Морозов                                                            | «Ак Барс» Казань                                                           | 21 игра, 19 (8+11) очков                                                   |
| 2007/08 | Збынек Иргл                                                                | «Локомотив» Ярославль                                                      | 16 игр, 13 (10+3) игр                                                      |
| 2006/07 | Данис Зарипов                                                              | «Ак Барс» Казань                                                           | 16 игр, 17 (10+7) очков                                                    |
| 2005/06 | Алексей Морозов                                                            | «Ак Барс» Казань                                                           | 13 игр, 26 (13+13) очков                                                   |
| 2004/05 | Павел Дацюк                                                                | «Динамо» Москва                                                            | 10 игр, 9 (6+3) очков                                                      |
| 2003/04 | Александр Прокопьев                                                        | «Авангард» Омск                                                            | 11 игр, 8 (7+1) очков                                                      |
| 2002/03 | Андрей Коваленко                                                           | «Локомотив» Ярославль                                                      | 10 игр, 9 (5+4) очков                                                      |
| 2001/02 | Максим Сушинский                                                           | «Авангард» Омск                                                            | 11 игр, 17 (6+11) очков                                                    |
| 2000/01 | Максим Сушинский                                                           | «Авангард» Омск                                                            | 13 игр, 13 (9+4) очков                                                     |

Примечания: Очки – по системе «гол+пас» (статистический показатель полевых игроков), %ОБ – процент отражённых бросков (статистический показатель вратарей), КН – коэффициент надёжности (среднее количество пропущенных шайб за 60 минут игры; статистический показатель вратарей).
* – после финальной серии Кубка Гагарина 2015 нападающий СКА Илья Ковальчук получил приз Самому ценному игроку плей-офф и передал его партнеру по команде Евгению Дадонову, который с 15-ю заброшенными шайбами стал лучшим снайпером розыгрыша плей-офф.